# Каполона
Каполо̀на (на италиански: Capolona) е градче и община в централна Италия, провинция Арецо, регион Тоскана. Разположено е на 263 m надморска височина. Населението на общината е 5515 души (към 2010 г.).